# 창원상남중학교
창원상남중학교(昌原上南中學校)는 대한민국 경상남도 창원시 성산구 가음정동에 있는 공립 중학교이다.

## 학교 연혁
- 2002년 1월 3일 : 창원상남중학교 설립 인가(12학급)
- 2002년 3월 1일 : 개교
- 2022년 12월 30일 : 제19회 졸업장 수여식(졸업생 208명, 총 6,083명)
- 2023년 3월 2일 : 제22회 입학식(7학급 185명)
- 2023년 9월 1일 : 제11대 강주 교장 취임

## 참고 자료
- 창원상남중학교 - 한국교육학술정보원 학교알리미